# Калькулятор у Windows
Калькулятор Windows — програмний калькулятор, включений в усі версії Windows.

## Історія
Простий арифметичний калькулятор було вперше включено з Windows 1.0.
У Windows 3.0 було додано науковий режим, який включав експоненти та корені, логарифми, функції на основі факторіалу, тригонометрію (підтримує радіани, градуси та гради кутів), перетворення системи числення (2, 8, 10, 16), логічні операції, статистичні функції, такі як статистика від однієї змінної, та лінійна регресія.

### Windows 9x
До Windows 95 найвищим числом, яке міг подати калькулятор, було {\displaystyle 2^{1024}}, яке наближено дорівнює {\displaystyle 10^{308}}.
У Windows 98 і пізніших він використовує бібліотеку довгої арифметики, замінюючи стандартну бібліотеку IEEE з рухомою комою. Вона пропонує довгу точність для основних операцій (додавання, відніманні, множення, ділення) і 32 цифри точності для провідних операцій (квадратний корінь, трансцендентні функції). Найбільшим значенням, яке може бути подано в Калькуляторі Windows, наразі є {\displaystyle <10^{10000}}, а найменшим — {\displaystyle 10^{-9999}} (також ! обчислює гамма-функцію, яка визначена над усіма дійсними числами, за винятком від'ємних цілих).

### Windows 2000, XP і Vista
У Windows 2000 додано групування цифр. Налаштування степеня та системи числення додано до рядка меню.

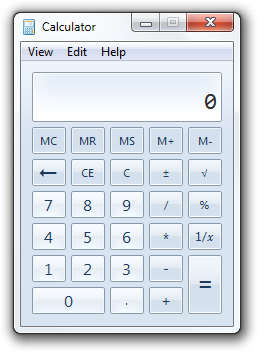
Калькулятор Windows 7

Калькулятори Windows XP і Vista були здатні до обчислень із використанням чисел поза {\displaystyle 10^{10000}}, але обчислення з такими числами (наприклад, {\displaystyle 10^{2^{2^{2^{2^{2^{2^{2^{\dots }}}}}}}}}) дедалі більше сповільнювало калькулятор і він не відповідав на запити до завершення обчислення.
У науковий режим останніх версій Калькулятора Windows включено обчислення з двійковими, десятковими, шістнадцятковими та вісімковими числами. У Windows 7 їх було переміщено до режиму програміста, який є новим окремим режимом, що співіснує з науковим.

### Windows 7
У Windows 7 було додано окремі режими програміста, статистики, перетворення одиниць, обчислення дат й аркушів. Підказки було вилучено. Більше того, інтерфейс Калькулятора було оновлено вперше після його впровадження. Функції перетворення основи було переміщено до режиму програміста, а статистичні — до статистичного. Перемикання між режимами не зберігає поточне число, очищаючи його в 0.
Найвище число тепер знову обмежено до {\displaystyle 10^{10000}}.
У кожному режимі, за винятком програміста, можна бачити історію обчислень. Застосунок було перепроектовано для розміщення мультитач. Стандартний режим поводиться як простий калькулятор чекової книжки; введення послідовності 6 * 4 + 12 / 4 – 4 * 5 дає відповідь 25. У науковому режимі дотримується черговість операцій під час здійснення обчислень (множення та ділення виконуються перед додаванням і відніманням), що означає 6 * 4 + 12 / 4 – 4 * 5 = 7.
У режимі програміста введення числа в десятковій системі числення має нижню та верхню межі, залежні від типу даних, і завжди повинно бути цілим. Тип даних числа в десятковому режимі є знаковим n-бітним цілим при перетворенні з числового у шістнадцятковий, вісімковий або двійковий режим.
| Тип даних         | Розмір типу даних, біт | Нижня межа                 | Верхня межа               |
| ----------------- | ---------------------- | -------------------------- | ------------------------- |
| Байт              | 8                      | –128                       | 127                       |
| Слово             | 16                     | –32 768                    | 32 767                    |
| Подвійне слово    | 32                     | –2 147 483 648             | 2 147 483 647             |
| Почетверене слово | 64                     | –9 223 372 036 854 775 808 | 9 223 372 036 854 775 807 |

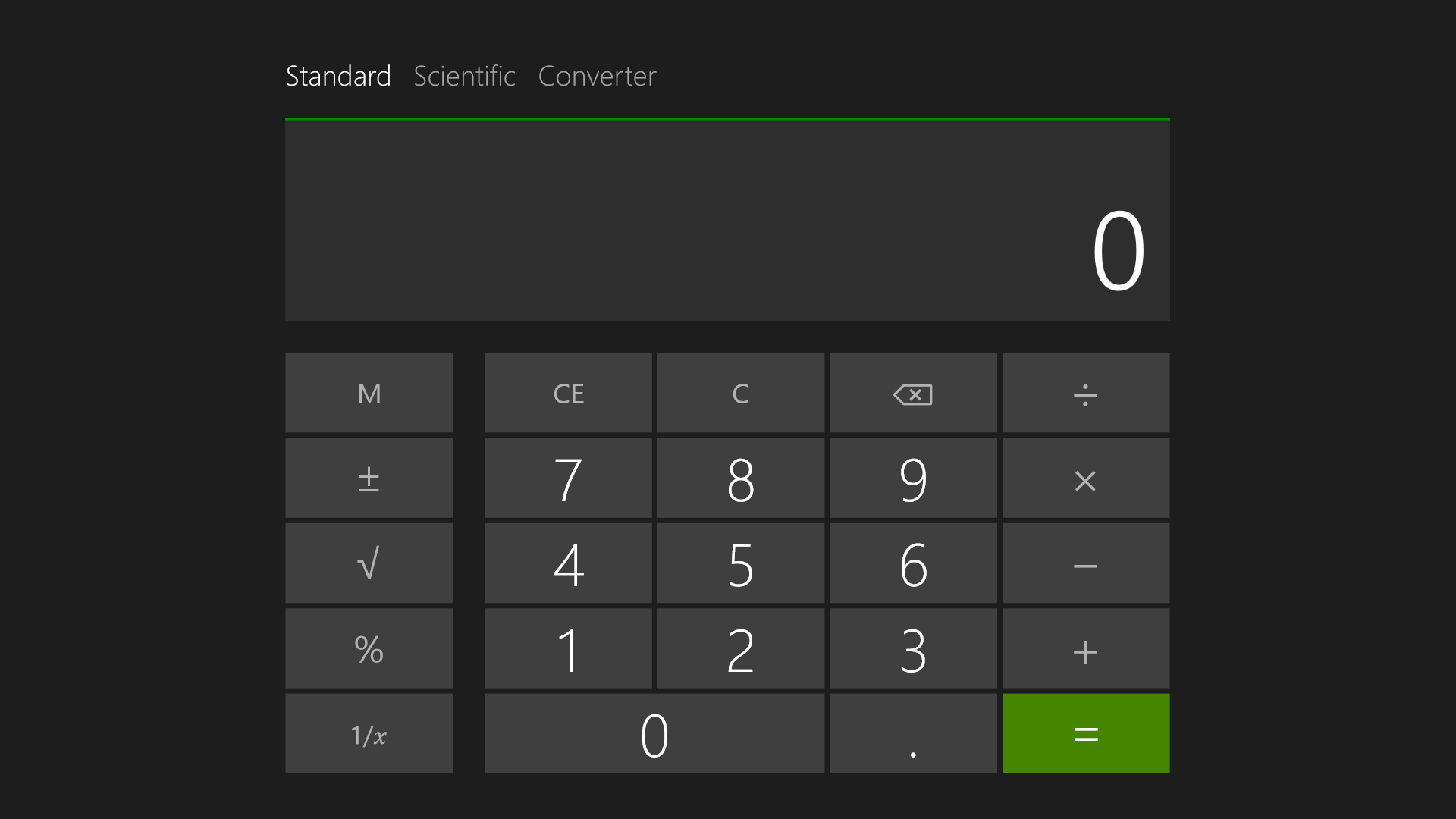
Додатковий калькулятор Windows 8.1 у стилі Metro у стандартному режимі

Праворуч від основного Калькулятора можна додати панель із обчисленням дати, перетворенням одиниць і аркушами. Аркуші дозволяють обчислювати результат обраного поля на основі значень інших полів. Наперед визначені шаблони включають обчислення економії палива автомобіля (милі на галон і літри на 100 км), лізинг транспорту й іпотеку. У до-бета версіях Windows 7 Калькулятор також надавав шаблон Заробітна плата.

### Windows 8.1
Тоді як традиційний Калькулятор усе ще включений у Windows 8.1, Калькулятор у стилі Metro також присутній, маючи повноекранний інтерфейс, як і звичайний, науковий і режим перетворення.

### Windows 10
Калькулятор у не-LTSC редакціях Windows 10 — універсальний додаток Windows. На противагу, Windows 10 LTSC (яка не включає універсальні застосунки Windows) включає традиційний калькулятор, але який зараз названо win32calc.exe. Обидва калькулятори надають можливості традиційного, включеного у Windows 7, такі як перетворення одиниць об'єму, довжини, ваги, температури, енергії, площі, швидкості, часу. потужності, даних, тиску й кутів, а також список історії, який користувач може очищати.
І універсальний застосунок Windows, win32calc.exe з LTSC реєструються в системі як обробники псевдо-протоколу «calculator:». Реєстрація подібна до тієї, що виконується будь-яким іншим ґречним застосунком, коли він реєструється як обробник типу файлів (наприклад, .jpg) або протоколу (наприклад, http:).
Всі редакції Windows 10 (і LTSC, і не-LTSC) продовжують мати calc.exe, який, однак, є просто заглушкою, що запускає (через ShellExecute) обробник, асоційований зі псевдо-протоколом «calculator:». Як і з будь-яким іншим протоколом або типом файлів, за наявності багатьох обробників користувачі вільні обирати, якому з них вони відають перевагу — або через класичну панель керування (налаштування «Програми за замовчуванням»), або занурених налаштувань ІК (налаштування «Застосунки за замовчуванням»), або з командного рядка через OpenWith calculator:.
У Windows 10 Fall Creators Update до Калькулятора було додано режим перетворення валют.
6 березня 2019 року Microsoft випустила початковий код для Калькулятора на GitHub на умовах ліцензії MIT.

## Можливості
За замовчуванням Калькулятор працює у стандартному режимі, який нагадує чотири-функціональний калькулятор. Розширеніші функції доступні в науковому режимі, включно з логарифмами, перетвореннями основи системи числення, деякими логічними операторами, пріоритетом операторів, підтримкою радіанів, градусів і градів, а також простими статистичними функціями однієї змінної. Він не надає підтримку користувацьких функцій, комплексних чисел, зберігання змінних для проміжних результатів (крім як класичний акумулятор пам'яті кишенькових калькуляторів), автоматизоване перетворення полярно-декартових координат або підтримку статистики двох змінних.
Калькулятор підтримує поєднання клавіш; всі можливості Калькулятора мають асоційоване поєднання клавіш.
Калькулятор у режимі програміста не може мати доступ або відображати число, більше за знакове почетверене слово (16 шістнадцяткових цифр / 64 біти). Найбільше число, яке він може обробити, таким чином дорівнює 0x7FFFFFFFFFFFFFFF (десяткове 9 223 372 036 854 775 807). Будь-які обчислення в режимі програміста, які перевищують це обмеження, переповняться, навіть, якщо ці обчислення будуть успішними в інших режимах. Зокрема, експоненційний запис недоступний у цьому режимі.

## Калькулятор Плюс
Калькулятор Плюс — окремий застосунок для користувачів Windows XP і Windows Server 2003, що додає режим «Перетворення» над версією Калькулятора Windows XP. Режим «Перетворення» підтримує перетворення одиниць і валют. Курси обміну валют можуть оновлюватися за допомогою вбудованої можливості оновлення, яка завантажує курси обміну з Європейського центрального банку.